# Humphrey Mijnals
Humphrey Mijnals (Moengo, 1930. december 21. – Utrecht, 2019. július 27.) holland és suriname-i válogatott holland labdarúgó, hátvéd.

## Pályafutása

### Klubcsapatban
1950 és 1956 között az SV Robinhood labdarúgója volt, de közben 1955–56-ban a brazil América FC csapatában játszott. 1956-ban Hollandiába szerződött. 1956 és 1963 között az USV Elinkwijk, 1963 és 1964 között a VV DOS, 1964 és 1966 között az SC 't Gooi játékosa volt.

### A válogatottban
1960-ban három alkalommal szerepelt a holland válogatottban.
A suriname-i válogatottban 45 alkalommal játszott és egy gólt szerzett.

## Sikerei, díjai
SV Robinhood
- Suriname-i bajnokság
  - bajnok (3): 1953, 1954–55, 1955–56